# میگل مورو
میگل مورو (انگلیسی: Miguel Morro؛ زادهٔ ۱۱ سپتامبر ۲۰۰۰) بازیکن فوتبال اهل اسپانیا است.
وی همچنین در تیم ملی فوتبال زیر ۱۹ سال اسپانیا بازی کرده‌است.